# The World's Greatest
The World's Greatest är en musiksingel av R. Kelly för Oscar nominerade filmen Ali (2002) och från hans album Chocolate Factory (2003).